# Kist van Oxford

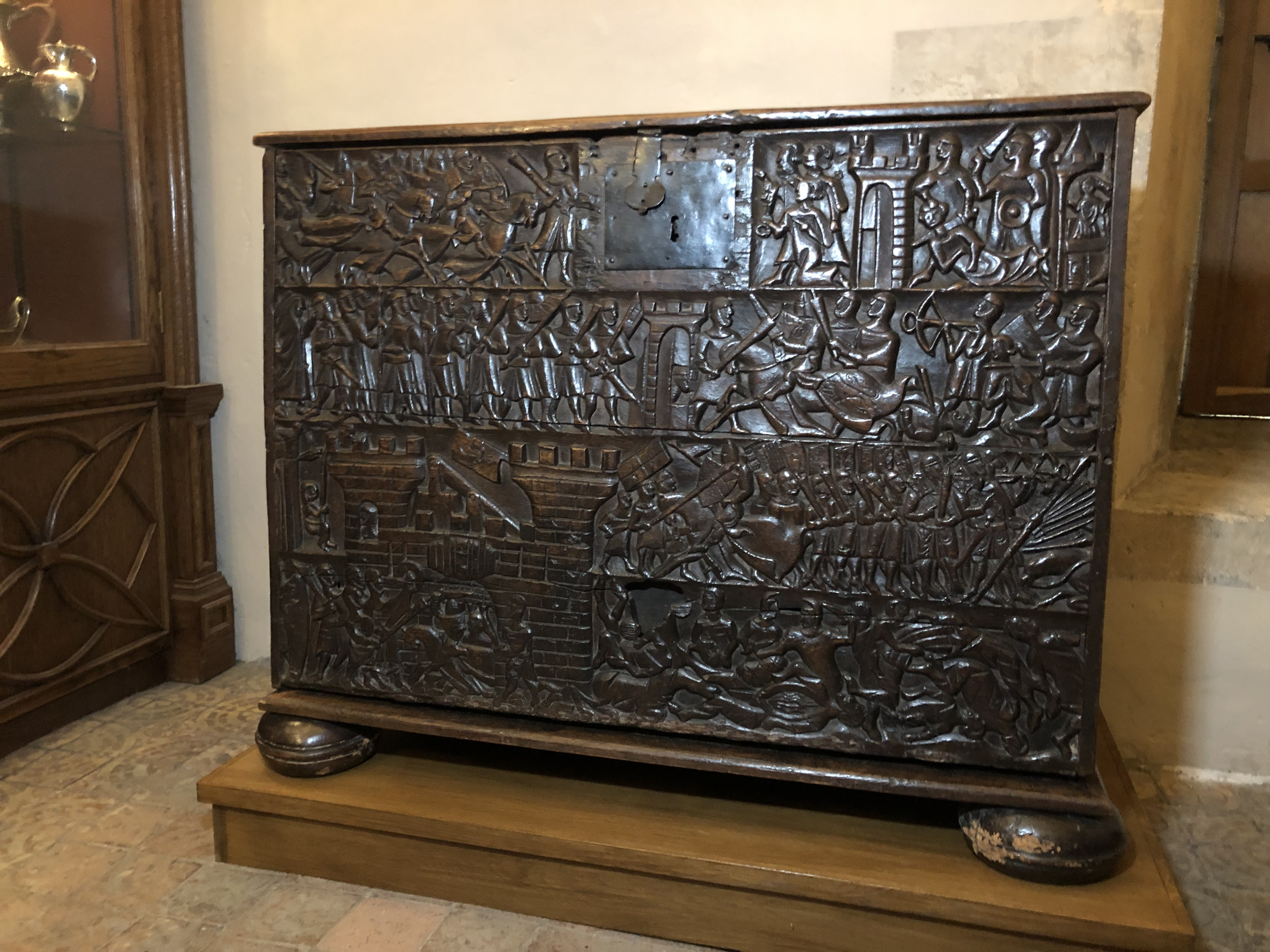
De Kist van Oxford opgesteld in het New College

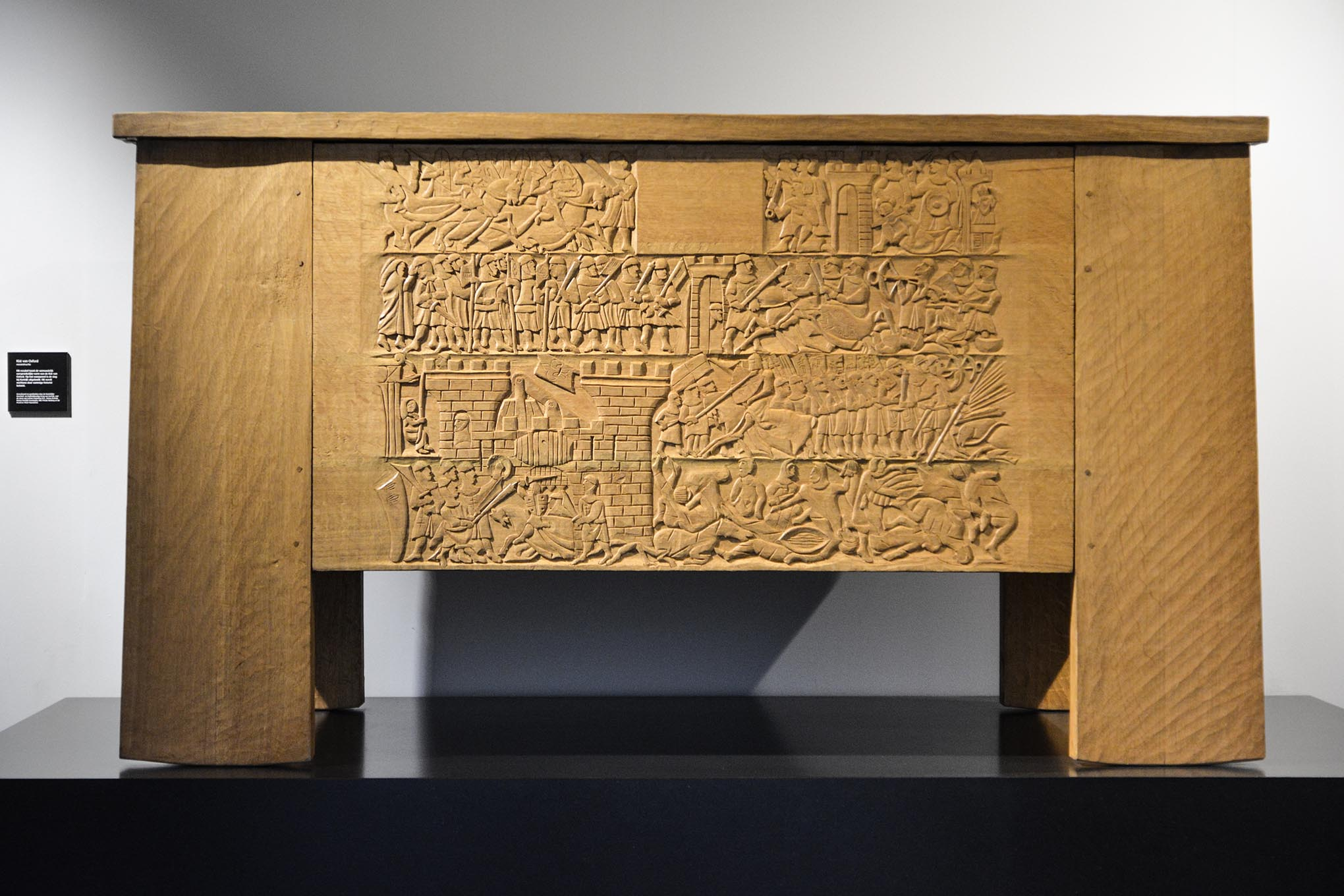
Reconstructie van de kist in het voormalige museum Kortrijk 1302

De Kist van Oxford (ook wel: Kist van Kortrijk, volgens de Engelstalige literatuur: Courtrai Chest) is een eikenhouten kist die omstreeks 1909 ontdekt werd in het New College, een van de onderwijsinstellingen van de Universiteit van Oxford. Op de voorzijde van de kist zijn taferelen van de Guldensporenslag en de Brugse Metten afgebeeld. De maker van de kist is onbekend, al wordt er op grond van de vele details van uitgegaan dat het een Vlaming was (een Bruggeling?), die in de slag zelf heeft meegevochten. De bewerkte voorzijde meet 107 cm bij 71 cm.
Wegens twijfel over de authenticiteit van de kist werd in 1978 een dendrochronologisch onderzoek uitgevoerd, dat de ouderdom van het hout bevestigde. Ook uit röntgenopnames kon worden geconcludeerd dat er geen nagebootste veroudering was.
De Kist van Oxford wordt in de New College in Oxford bewaard. Pogingen van het Kortrijkse stadsbestuur om de kist aan te kopen en naar Vlaanderen te verhuizen, bleven zonder succes tot 2022. Toen wisten Vlaams Minister-President Jan Jambon en Kortrijk Schepen van Cultuur Axel Ronse een bruikleen van één jaar te verkrijgen van New College. Sinds 11 juli 2022 is de echte kist, exact 720 jaar na de Guldensporenslag, te zien in de Onze-Lieve-Vrouwekerk, waar een multimediale beleving 'Kortrijk 1302' omtrent de Guldensporenslag en het Graafschap Vlaanderen is ingericht. Op 9 juli 2024 keerde de kist terug naar het New College in Oxford, nadat de stad Kortrijk een 3D-print liet maken.
Er bestaat eveneens een reproductie van de kist, die van 2006 tot 2022 te zien was in het voormalige museum Kortrijk 1302.  

## Taferelen

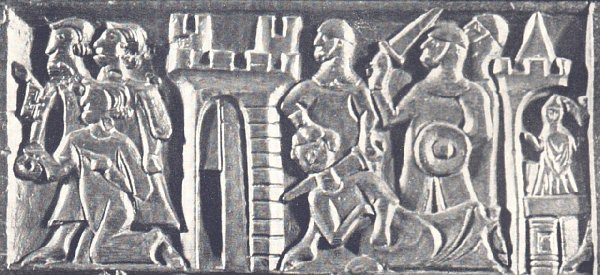
de Brugse Metten
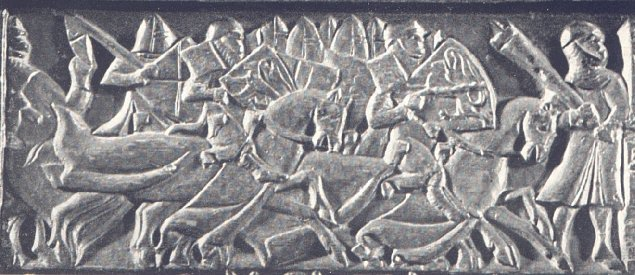
aankomst van Gwijde van Namen en Willem van Gulik te Brugge
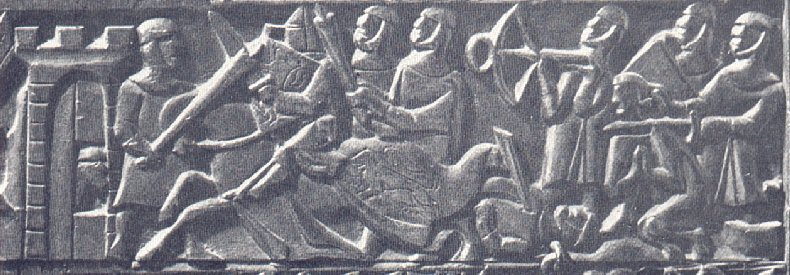
inname van het Kasteel van Wijnendale
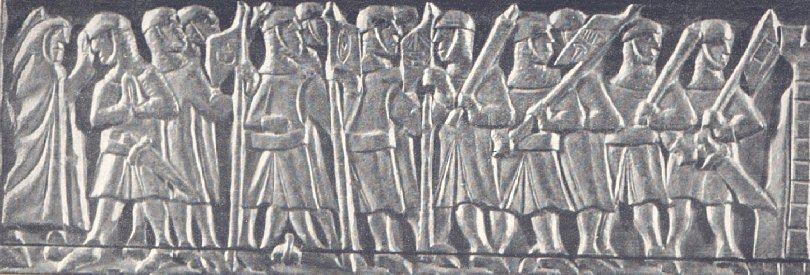
Aantreden van de Ambachten op het slagveld
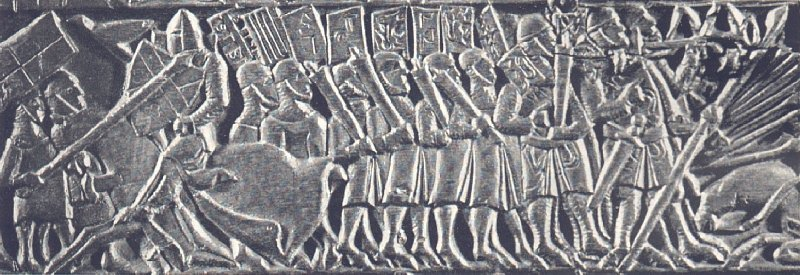
de Vlaamse slagorde tijdens de Guldensporenslag
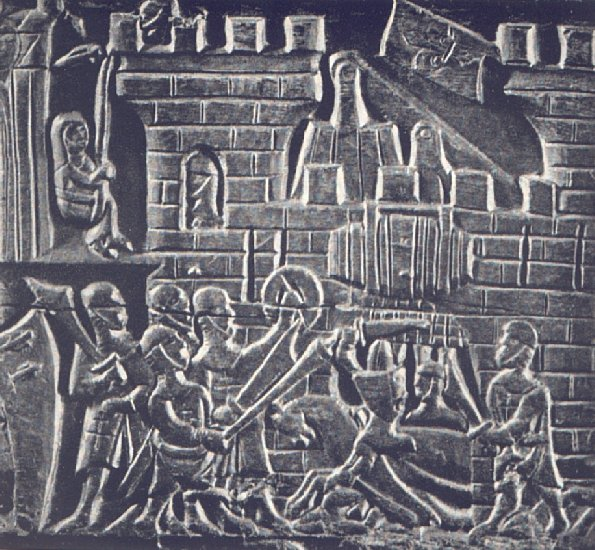
de uitval van een Frans garnizoen te Kortrijk
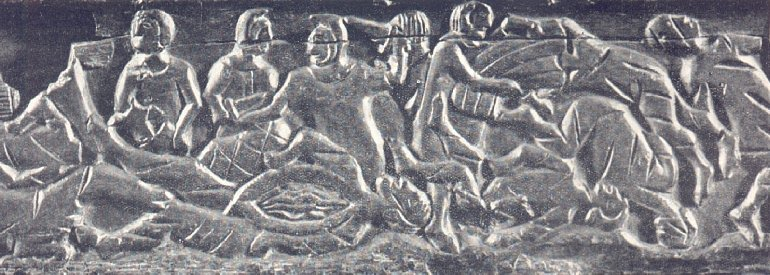
het verzamelen van de oorlogsbuit met de vergulde sporen